# Arnsdorf
Arnsdorf település Németországban, azon belül Szászország tartományban. Lakosainak száma 5140 fő (2023. december 31.). Arnsdorf Radeberg és Großröhrsdorf községekkel határos.

## Népesség
A település népességének változása:
| Lakosok száma | 4910 | 4855 | 4900 | 5047 | 5140 |
|               | 2017 | 2019 | 2021 | 2022 | 2023 |